# 扉ひらいて、ふたり未来へ/赤い約束
「扉ひらいて、ふたり未来へ/赤い約束」（とびらひらいて、ふたりみらいへ/あかいやくそく）は、石田燿子（Mizuho名義）、及びVeil ∞ Liaのシングル。2008年1月25日にHOBiRECORDSより発売された。

## 概要
PCゲーム『FORTUNE ARTERIAL』主題歌マキシシングル第二弾となっており、ソフトと同時発売された。
石田燿子にとって「Mizuho」名義での2枚目のシングルであり、女性ボーカリストチーム・Veilのデビュー・シングルでもある。
表題曲「扉ひらいて、ふたり未来へ」はゲームのオープニングテーマとして使用され、松田純一が「Ultra Violet」名義で作曲・編曲を担当している。
もう一つの表題曲「赤い約束」はゲームの挿入歌として使用され、Liaが歌唱を担当している。
「扉ひらいて、ふたり未来へ」はY&Co.、sumiisan、HEAVENS WiREによってリミックスされ、これらのバージョンがゲームメーカーから販売のコンピレーションアルバムに収録されている。

## シングル収録内容
| #         | タイトル                                         | 作詞      | 作曲・編曲   | 歌         | 時間  |
| --------- | ------------------------------------------------ | --------- | ------------ | ---------- | ----- |
| 1.        | 「扉ひらいて、ふたり未来へ」                     | kurabe    | Ultra Violet | Mizuho     | 4:27  |
| 2.        | 「赤い約束」                                     | さなぎ    | sumiisan     | Veil ∞ Lia | 6:56  |
| 3.        | 「扉ひらいて、ふたり未来へ」(カラオケ)           |           |              |            | 4:27  |
| 4.        | 「赤い約束」(カラオケ)                           |           |              |            | 6:56  |
| 5.        | 「扉ひらいて、ふたり未来へ」(ballad of arterial) | kurabe    | Ultra Violet | Mizuho     | 5:19  |
| 合計時間: | 合計時間:                                        | 合計時間: | 合計時間:    | 合計時間:  | 28:05 |

## 収録アルバム
扉ひらいて、ふたり未来へ
- 『FORTUNE ARTERIAL Original Sound Track』（2008年5月30日）
- 『FORTUNE ARTERIAL INJECTED MUSIC COLLECTION』（2015年8月28日）※Fantom Euro Mix、S Professor Mix収録
- 『AUGUST 10th MEMORIAL』（2011年12月29日）
- 『トラベリング・オーガストレコーディングアルバム～ARTICLE AUGUST～』（2013年9月27日）
- 『Ultimate A-Style 2』（2015年8月28日）※HEAVENS WiRE RMX収録
- 『AUGUST LIVE! 2016 レコーディングアルバム 絢爛クラリティ』（2016年10月28日）※2016 Ver.収録

赤い約束
- 『FORTUNE ARTERIAL Original Sound Track』（2008年5月30日）
- 『Veil ∞ assorted voices』（2008年12月28日）
- 『AMASIA/Active Planets』（2009年4月24日）※Ultra Violetによる編曲「赤い約束 ～Fascinated Track～」収録
- 『AUGUST 10th MEMORIAL』（2011年12月29日）
- 『AUGUST LIVE! 2016 レコーディングアルバム 絢爛クラリティ』（2016年10月28日）※2016 Ver.収録